# Pterolophia subvillaris
Pterolophia subvillaris là một loài bọ cánh cứng trong họ Cerambycidae.